# Peppermint OS
Peppermint OS – dystrybucja Linuksa z wersjami opartymi na Debianie i Devuan. Przed wersją 11 wydaną w 2022 roku oparty na Ubuntu. Wykorzystuje środowisko graficzne Xfce lub GNOME Flashback. Celem jest zapewnienie minimalistycznego środowiska, dającego możliwość indywidualnego wyboru programów do zainstalowania. System domyślnie nie zawiera zapory sieciowej, przeglądarki, edytora dokumentów i odtwarzacza multimediów, ale już przy pierwszym uruchomieniu umożliwia ich instalację. Do działania wymaga stosunkowo niewielkich zasobów sprzętowych.

## Nazwa
Peppermint swoją nazwę wziął od Linux Mint. Pierwotnie twórcy chcieli wykorzystać konfigurację i narzędzia pochodzące z Linux Mint i połączyć je ze środowiskiem mniej wymagającym pod względem zasobów i bardziej skupionym na integracji z siecią. Uważali, że koncepcja była „ostrzejszą” wersją Mint, dlatego nazwa Peppermint była naturalnym wyborem.